# Caio Cássio Longino (cônsul em 73 a.C.)
Caio Cássio Longino (em latim: Gaius Cassius Longinus) foi um político da gente Cássia da República Romana eleito cônsul em 73 a.C. com Marco Terêncio Varrão Lúculo. Provavelmente era o pai de Caio Cássio Longino, assassino de César.

## Carreira
De origem incerta, Longino foi eleito cônsul em 73 a.C. Marco Terêncio Varrão Lúculo. Durante seu mandato, foi aprovada a Lex Terentia Cassia frumentaria, que ordenava que o Estado comprasse cereais na Sicília para vendê-lo a preços razoáveis na capital. Serviu como procônsul da Gália Cisalpina (72 a.C.) durante a Terceira Guerra Servil, liderada por Espártaco, e foi decisivamente derrotado por ele quando tentou detê-lo perto de Mutina (moderna Módena), salvando por pouco a própria vida.
Em 70 a.C., foi testemunha da acusação durante o julgamento de Caio Verres e, em 66 a.C., apoiou a Lex Manilia, que transferiu o comando da Terceira Guerra Mitridática no oriente de Lúculo para Pompeu. O próprio Cícero declarou seu apoio num brilhante discurso, ainda hoje existente.
Suspeita-se que morreu em idade avançada em 43 a.C.. O consular de nome "Varo", que foi proscrito e assassinado em Minturnas neste ano, pode ter sido Caio Cássio, já que não se encontra nenhum cônsul com este cognome.